# Mentale chronometrie
Mentale chronometrie is een term ontleend aan de experimentele psychologie.
Zij slaat op vernuftige experimenten waarin men uit variaties in reactietijden, die in verschillende taken of taakcondities waren gemeten, de snelheid en/of aard van psychische processen probeerde af te leiden. Hieronder wordt eerst een korte schets gegeven van een typisch reactietijdonderzoek. Daarna zal nader worden ingegaan op enkele belangrijke theoretische bijdragen op dit gebied.

## Onderzoek naar reactietijden
Reactietijden kunnen worden gemeten door proefpersonen op een of meerdere knoppen te laten drukken, volgens een van tevoren gegeven instructie. Laten we als voorbeeld uitgaan van een keuzereactietaak met plaatjes die met behulp van de computer op een beeldscherm worden aangeboden. Dit kunnen groene of rode vierkanten zijn die in willekeurige volgorde, en even vaak (50%) voorkomen. Het interval tussen elk plaatje is 1 seconde (1000 msec) en de duur van aanbieding is 1/5 seconde (200 msec). Onder de rechterhand van de proefpersoon bevindt zich een paneel met twee drukknoppen. Er kunnen nu globaal gezien drie soorten reactietijdtaken met bijbehorende instructies worden onderscheiden;
a) eenvoudige reactie; druk bij elk plaatje steeds op de knop onder je wijsvinger,
b) differentiële of keuzereactie: druk bij een rood plaatje met je middelvinger op de rechterknop, en bij een groen plaatje met je wijsvinger op de linkerknop
c) go/nogo-reactie: druk bij een rood plaatje op de rechterknop, maar reageer niet bij een groen plaatje.
Doorgaans zijn de reactietijden in taak a het snelst, langzamer in taak c en het langzaamst in taak b. Taken die uit een samengesteld psychisch proces bestaan, zijn de geheugenzoektaak en de mentale rotatietaak. In de geheugenzoektaak die vooral door Sternberg is gebruikt (zie verder) moet de proefpersoon op een knop drukken als een aangeboden prikkel (bijvoorbeeld een letter) wel of niet voorkwam in een lijst met letters die kort daarvoor was aangeboden. Hier neemt de reactietijd lineair toe als functie van de lengte van de lijst. Deze taak maakt het mogelijk een schatting te maken van de zoektijd in het geheugen. In de mentale rotatietaak (bedacht door Shepard en Cooper) wordt aan proefpersonen gevraagd aan te geven of een letterpatroon in normale stand of in spiegelbeeld wordt aangeboden. De hoek waaronder letters worden aangeboden wordt daarbij over herhaaldelijke aanbiedingen systematisch maar onvoorspelbaar gevarieerd tussen 0 en 360 booggraden. Hierbij blijkt de reactietijd eveneens lineair toe te nemen, naarmate de hoek van aanbieding groter wordt. Het lijkt er dus op alsof men intern de letter eerst moet terugdraaien, voordat hij herkend kan worden.

## Mentale chronometrie: de subtractiemethode van Donders
De fysioloog F.C. Donders heeft in 1868 voor het eerst reactietijden in verband gebracht met psychische processen. 

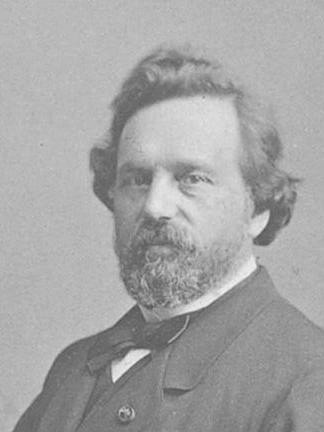
Franciscus Cornelis Donders

 De benadering van Donders en zijn navolger Sternberg wordt ook wel samengevat met de term mentale chronometrie. De door Donders toegepaste methode wordt subtractie of stadia-invoeging genoemd (zie ook de Afbeelding hiernaast).

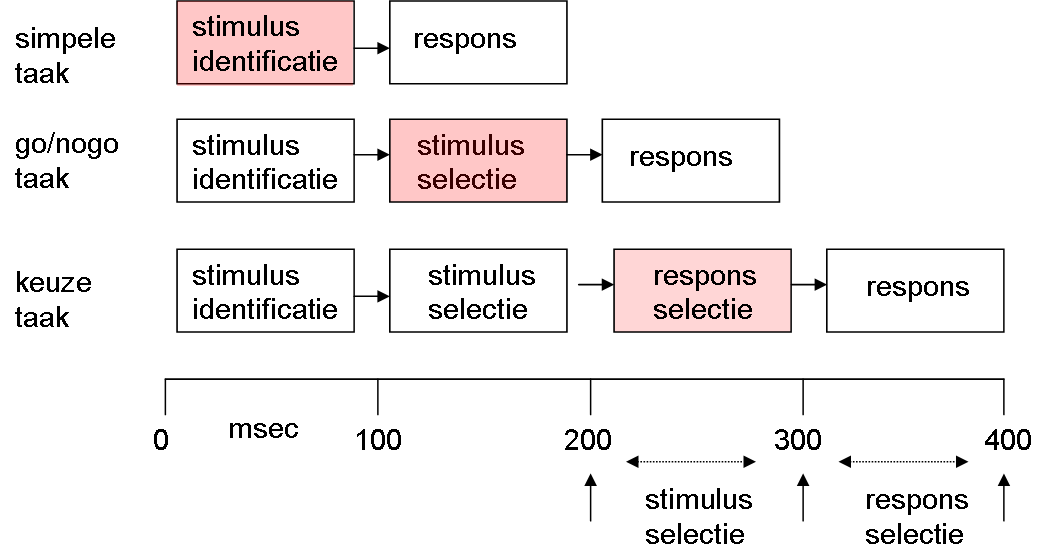
Subtractiemethode van Donders

Hij ging hierbij uit van het idee dat informatieverwerking is opgebouwd uit een aantal stadia of verwerkingsstappen. Bijvoorbeeld in de eerder genoemde taak a (eenvoudige reactie) hoeft alleen maar de prikkel te worden geïdentificeerd (hij is er of is er niet). In taak c (go/nogo-reactie) moeten twee stappen worden doorlopen, identificatie en keuze van het stimuluskenmerk (rood of groen) en in taak b (keuzereactie) drie stappen, namelijk stimulusidentificatie, stimuluskeuze en responskeuze (linker- of rechtervinger). Ten slotte hebben alle taken gemeen dat op het eind een reactie  moet worden voorbereid en uitgevoerd moet worden. Door nu in elke taak de reactietijd (RT) te meten, en deze tijden van elkaar af te trekken kon Donders een schatting maken van de duur van twee belangrijke stadia, namelijk stimulusselectie en responsselectie. Bijvoorbeeld: RT taak a =200 ms, RT taak b =400 ms en RT taak c =300 ms. Dus dan duren stimulusselectie (c-a) en responsselectie (b-c) elk 100 ms.
Op deze theorie en aanpak is als kritiek geuit dat het best kan zijn dat zich in de drie taken ook andere processen afspelen, dan die welke men wil isoleren. Zo kan bijvoorbeeld in de go/nogo-taak niet alleen sprake zijn van de identificatie van het stimuluskenmerk (kleur), maar ook de keuze van het type respons (wel of niet reageren).
De subtractiemethode van Donders heeft ten slotte ook model gestaan voor de wijze waarop in het moderne beeldvormende (fMRI en PET) onderzoek hersenbeelden in relevante taakcondities worden berekend. Bijvoorbeeld, van het hersenbeeld dat verkregen is tijdens het lezen van woorden wordt het hersenbeeld in een passieve fixatietaak afgetrokken. Men houdt dan 'netto' het effect van lezen op hersenactiviteit over.

## AFM: de additieve-factoren-methode van Sternberg
De Amerikaanse psycholoog Saul Sternberg heeft ongeveer honderd jaar na Donders, in 1969, een nieuwe techniek bedacht om verwerkingsstadia in reactietijdonderzoek bloot te leggen. Hij noemde deze aanpak AFM (Additive Factors Methods). Deze methode ging echter niet uit van subtractie van reactietijden, maar van interactiepatronen tussen twee taakvariabelen, die verondersteld werden verschillende processen aan te spreken. Deze taakvariabelen hadden meestal twee niveaus, zoals plaatjes die makkelijk of moeilijk herkenbaar waren. Een additief effect van deze taakvariabelen of factoren op de gemiddelde reactietijd wijst erop dat de betrokken stadia onafhankelijk zijn. Als de factoren daarentegen interageren, beïnvloeden zij hetzelfde stadium. Met AFM verkrijgt men dus geen schatting van de absolute duur van de verwerkingstijd van verschillende stadia, maar kan men wel nagaan welke, en hoeveel, afzonderlijke stadia in de informatieverwerkingsketen een rol spelen. Zo onderscheidde Sternberg in zijn geheugenzoektaken vier belangrijke stadia, namelijk stimuluscodering, zoeken in geheugen, responsselectie (of: binaire decisie) en responsorganisatie (zie Afbeelding hiernaast).

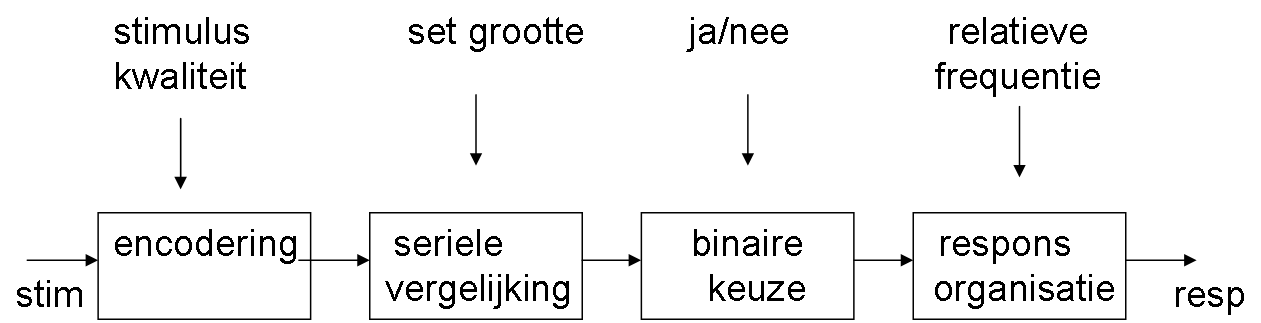
De additieve-factoren-methode van Sternberg

Een belangrijke vondst van zijn onderzoek was bovendien dat het geheugenzoekproces lineair was en niet verschilde voor ja- en nee-reacties. Dit pleitte voor het idee dat items in het geheugen serieel (na elkaar) en uitputtend werden doorzocht. Stadia zijn afhankelijk van het type reactietaak. Zo zijn de belangrijkste stadia die in bovengenoemde keuzereactietaak kunnen worden onderscheiden achtereenvolgens: stimulusidentificatie, stimuluscodering, responsselectie en responsuitvoering. Taakvariabelen die met deze stadia zijn geassocieerd zijn respectievelijk: stimulusintensiteit, stimuluskwaliteit (herkenbaarheid), stimulus-responscompatibiliteit (bijvoorbeeld met de linkerhand reageren bij een rechts of links aangeboden stimuluspatroon) en voorspelbaarheid (vast versus variabel) van het tijdsinterval tussen opeenvolgende stimuli. Sternbergs theorie wordt ook wel een seriëlestadiatheorie genoemd, omdat aangenomen wordt dat de stadia niet alleen onafhankelijk van elkaar zijn, maar ook in de tijd na elkaar volgen. Pas als een specifiek stadium volledig is doorlopen, kan informatie naar het volgende stadium doorstromen. De AFM aanpak is ook bruikbaar gebleken in meer toegepaste onderzoekssituaties. Als bijvoorbeeld blijkt dat parkinsonpatiënten een relatief grote vertraging in hun reacties laten zien bij prikkels die geassocieerd zijn met incompatibele ten opzichte van compatibele reacties, pleit dit voor het idee dat zij vooral een probleem hebben met het selecteren van motorische reacties.

## Parallelle verwerkingsmodellen
Er bestaan in de psychologie ook modellen die uitgaan van parallelle verwerking van informatie. Deze lijken meer geschikt om te verklaren hoe complexe betekenisvolle stimuli zoals woorden worden herkend. Een serieel model gaat ervan uit dat bij woordherkenning eerst de elementaire fysische code (letters) en daarna de complexe semantische code (woordbetekenis) wordt verwerkt. Een interessante vondst was echter dat proefpersonen een letter (bijvoorbeeld de letter A) sneller herkenden als deze was ingebed in een echt woord (HARK) dan in een onzinwoord (TARK). Het laatste suggereert dat men niet eerst alle letters hoeft te verwerken, voordat men het woord herkent.

## Speed-accuracy trade-off
Niet alleen de taakkenmerken bepalen het prestatietempo, maar ook de door de proefpersoon gevolgde strategie. Snelle reacties gaan namelijk vaak gepaard met meer fouten (het indrukken van de verkeerde knop), langzame reacties met minder fouten. Dit verschijnsel wordt ook wel de speed-accuracy trade-off (SAT) genoemd. Snellere reacties zijn vermoedelijk vaak een gevolg van het feit dat de proefpersoon de relevante informatie van de prikkel nog niet volledig heeft verwerkt. Het is van belang om in het reactietijdonderzoek te controleren voor deze SAT-effecten. Immers, taken of groepen proefpersonen die identieke reactietijden vertonen, maar verschillen in aantallen fouten zijn eigenlijk niet goed vergelijkbaar. Ook is gebleken dat de arousaltoestand van de proefpersoon invloed heeft op SAT. Na het drinken van enkele koppen koffie neemt bijvoorbeeld de arousaltoestand van de hersenen toe, en zien we dat proefpersonen sneller gaan reageren, maar ook meer fouten gaan maken.